# Wang Lang Island
Wang Lang Island (kinesiska: 橫瀾島, 橫澜岛, engelska: Waglan Island) är en ö i Hongkong (Kina). Den ligger i den sydöstra delen av Hongkong. Arean är 0,16 kvadratkilometer.
Terrängen på Wang Lang Island är platt. Öns högsta punkt är 31 meter över havet. Den sträcker sig 0,9 kilometer i nord-sydlig riktning, och 0,5 kilometer i öst-västlig riktning.